# Guerre des gangs à Okinawa
Pour plus de détails, voir Fiche technique et Distribution.
Guerre des gangs à Okinawa (博徒外人部隊, Bakuto gaijin butai) est un film japonais réalisé par Kinji Fukasaku, sorti en 1971.

## Synopsis
Gunji Sadao, oyabun du clan Hamamura sort de prison après 10 ans de détention causé par ses rivaux du clan Daito qui dirigent désormais la ville de Yokohama.
Avec Ozaki, son ancien bras droit, et Samejima, les seuls rescapé de son clan, Gunji décide de quitter la ville et de refonder son clan sur l'île d'Okinawa mais pour cela il va devoir affronter les gangs déjà en place.

## Fiche technique
- Titre : Guerre des gangs à Okinawa
- Titre original : 博徒外人部隊 (Bakuto gaijin butai)
- Réalisation : Kinji Fukasaku
- Scénario : Kinji Fukasaku,  Fumio Norio Koonami et Hiroo Matsuda
- Musique : Tsuneo Yamashita
- Production :
- Photographie : Hanjiro Nakasawa
- Montage : Kinji Fukasaku
- Pays d'origine : Japon
- Langue : Japonais
- Format : Couleurs - Formats de projection : 2.35, 16/9, 4/3 - mono - 35 mm
- Genre : Yakuza eiga et drame
- Durée : 93 minutes
- Dates de sortie : 1971 (Japon)

## Distribution
- Kōji Tsuruta : Gunji
- Noboru Andō : Shark
- Kenji Imai : Mad Dog Jiro
- Kenjiro Morokado : Gushken
- Tomisaburo Wakayama : Yonabaru
- Rin'ichi Yamamoto : Haderuma

## Inspirations et influences
Sonatine, mélodie mortelle (1993) de Takeshi Kitano a été très largement inspiré par ce film. Plutôt qu'un plagiat, il s'agit vraisemblablement d'un hommage, car la première expérience de Kitano en tant que réalisateur est due au désistement in extremis de Kinji Fukasaku sur Violent Cop (1989).